# Agathia distributa
Agathia distributa är en fjärilsart som beskrevs av Lucas 1891. Agathia distributa ingår i släktet Agathia och familjen mätare. Inga underarter finns listade i Catalogue of Life.